# Kaledon
I Kaledon sono un gruppo musicale power metal italiano.

## Storia del gruppo

### 1998-2000: Gli esordi
Nascono alla fine del 1998 su iniziativa del chitarrista Alex Mele che, finita l'attività con i River of Change, contatta il bassista Paolo Lezziroli e il chitarrista ritmico Tommy Nemesio. Poco tempo dopo entrano in contatto con il batterista Daniele Staccini e con il cantante Alessandro Penta. La band comincia a proporre un heavy metal classico stile Iron Maiden e Judas Priest.
Dopo poche settimane Penta abbandona la band per problemi legati al suo lavoro, e dopo una breve parentesi con Roberta Della Casa, Anthony Drago diventa il nuovo cantante.
Nell'estate del 1999 la band sostituisce Staccini con Dario Sacco. Il gruppo cambia decisamente direzione stilistica, ispirandosi al classico power metal di stampo tedesco. Il chitarrista Alex Mele scrive un concept-story: Legend of the Forgotten Reign suddivisa in sei capitoli, che verranno narrati appunto da sei album.
Nell'autunno dello stesso anno viene pubblicato, senza un tastierista, il primo demo Spirit of the Dragon I.
Successivamente, Fabio Bernardi, il tastierista dei River of Change, si unisce al gruppo come ospite per sei mesi partecipando alla realizzazione di due nuovi Demo: Spirit of the Dragon II e God Says Yes I.
Il 16 giugno 2000 suonano come opening act per Ronnie James Dio al Foro Italico di Roma. Successivamente la band sostituisce per problemi personali il batterista Dario Sacco con David Folchitto, già negli Stormlord, e Anthony Drago con Claudio Conti.
Con la nuova formazione viene registrato il terzo demo God Says Yes II, una riedizione del precedente "God Says Yes I" con la partecipazione del nuovo cantante. Terminata la collaborazione con Bernardi il suo posto verrà preso da Daniele Fuligni].
Nel mese di novembre del 2001 firmano un contratto discografico per l'italiana SteelBorn Records, divisione della Northwind Records.

### 2002-2010: Legend of the Forgotten Reign Saga
Tra novembre e marzo del 2002 viene registrato il loro album di esordio (il primo capitolo della saga) Legend of the Forgotten Reign - Chapter I: The Destruction che viene poi pubblicato nel mese di ottobre. Intanto Alex Mele inizia anche a scrivere il suo libro Legend of the Forgotten Reign.
Subito dopo l'uscita del loro primo capitolo, iniziano a lavorare per il secondo album. Nel mese di aprile del 2003 entrano in studio per le nuove registrazioni e nel mese di luglio dello stesso anno pubblicano il loro secondo capitolo Legend of the Forgotten Reign - Chapter II: The King's Rescue.
Dopo un cambio di manager, nella prima metà del 2004 il gruppo lavora per il terzo capitolo, ma David Folchitto decide di lasciare la band per dedicare più tempo ad altri progetti e Alex Mele trova il suo sostituto in Jörg Michael, membro degli Stratovarius.
Con questa formazione in luglio il gruppo parte per gli studi Mirage di Como per le registrazioni delle parti di batteria, mentre il resto viene registrato tra ottobre e dicembre dello stesso anno nel The Outer Sound Studios di Roma di Giuseppe Orlando, batterista dei Novembre.
Durante la lavorazione di questo album, che si intitolerà Legend of the Forgotten Reign - Chapter III: The Way of the Light, fa il suo rientro David Folchitto.
Subito dopo, anche questa volta senza pausa, iniziano a lavorare per il capitolo successivo, ma la sua pubblicazione viene ritardata a causa della separazione dalla SteelBorn Records, ritenuta dal gruppo incapace di seguire il loro cammino, per affidarsi alla Hellion Recordsper l'Europa e alla Universal Metal Production per gli Stati Uniti.
Così nel mese di dicembre del 2006, in Europa, viene pubblicato il quarto album Legend of the Forgotten Reign - Chapter IV: Twilight of the Gods. La distribuzione nel continente asiatico del nuovo operato, in una versione speciale, da aprile dell'anno successivo viene affidata alla compagnia giapponese Hot Rockin.
Il 13 luglio del 2007 partecipano alla decima edizione dell'Headbangers Open Air, mentre l'11 agosto partecipano alla tredicesima edizione dell'Agglutination Metal Festival.
Nel mese di ottobre del 2007 la band ufficializza l'uscita dal gruppo di Claudio Conti per diversi problemi caratteriali con il resto dei membri, che dopo un mese viene rimpiazzato con Marco Palazzi.
Il quinto album della band, Legend of the Forgotten Reign - Chapter V: A New Era Begins, pubblicato nel 2008, viene registrato ancora negli The Outer Sound Studios. Nel 2009 è la volta del primo album dal vivo del gruppo, celebrativo del decimo anniversario dalla fondazione della band. Al concerto hanno partecipato tutti i vecchi membri dei Kaledon eccetto Claudio Conti. La parte audio di questo live è stata pubblicata come bonus cd dell'edizione giapponese di Chapter 6, mentre la parte video non ha mai visto la luce.
A marzo 2010 la band firma con Scarlet Records, con la quale pubblicheranno quattro mesi dopo la sesta e ultima parte del loro concept, intitolata Legend of the Forgotten Reign - Chapter VI: The Last Night on the Battlefield, è stato ultimato negli Outer Sound Studios di Giuseppe Orlando. In estate la band partecipa al Gods of Metal e nel dicembre dello stesso anno partono in tour in Germania e Austria per dieci date con i finlandesi Lordi.

### 2011-2022
Nel settembre 2011, David Folchitto, dopo aver registrato di nuovo alcune vecchie canzoni per il best of Mightiest Hits, lascia la band per incompatibilità di progetti futuri individuali e collettivi e viene sostituito da Luca Marini dopo tour di supporto ai Rhapsody of Fire nell'aprile del 2012 e la registrazione dell'album Altor: The King's Blacksmith, termina la collaborazione lasciando il posto a Massimiliano Santori.
Nel maggio 2013 i Kaledon partono in Tour nel Regno Unito, Irlanda e Scozia, come special guest dei Lordi, riscuotendo le attenzioni della Booking Agency EMA (Extreme Music Agency), la stessa che cura gli interessi dei Lordi in Regno Unito e Irlanda, che li mette sotto contratto portandoli in tour da headliner in Irlanda e Regno Unito.
Nel frattempo il tastierista Daniele Fuligni lascia la band e viene sostituito da Paolo Campitelli. La band passa la maggior parte dell'anno in tour promuovendo il disco del 2012 Altor: The King's Blacksmith, ma, in concomitanza con la fine dell'anno iniziano i lavori del disco nuovo, che, registrato nei primi mesi del 2014, verrà pubblicato a novembre con il titolo Antillius: The King of the Light, poco prima dell'abbandono della band da parte di Marco Palazzi.
Il 14 aprile 2015 viene annunciata nella band del vocalist Michele Guaitoli. Nello stesso anno, nel mese di ottobre, Manuele "Dean" Di Ascenzo prende posto dietro le pelli, sostituendo il batterista Massimiliano Santori.
Nel 2017 il bassista Paolo Lezziroli lascia band a causa di complessi problemi personali che nel corso degli anni hanno logorato il rapporto con la band. Viene sostituito da Enrico Sandri.
Nell'ottobre 2018 i Kaledon festeggiano i 20 anni di attività con un concerto celebrativo, al quale partecipano tutti gli ex componenti che hanno militato nella band, fatta eccezione per il cantante Claudio Conti e per il bassista Paolo Lezziroli. Claudio Conti però partecipa insieme agli altri ex cantanti Anthony Drago e Marco Palazzi, al brano celebrativo Reunited Kingdom, realizzato in occasione del ventennale della band. Al brano partecipa anche l'ex tastierista Daniele Fuligni.
Nel 2021 i Kaledon annunciano di lavorare ad un nuovo album che però subisce numerosi ritardi a causa della pandemia dovuta al COVID-19. Il nuovo album viene pubblicato a settembre 2022 per la svedese Beyond the storm productions. L'album non avrà nessuna promozione dal vivo a causa degli impegni di Michele Guaitoli impegnato dal vivo con la sua altra band Visions OF Atlantis.

### 2022-2024
Nel novembre 2022 Michele Guaitoli, Tommy Nemesio, Paolo Campitelli e Manuele Di Ascenzo decidono di abbandonare la band per dedicarsi ai loro nuovi progetti. Alex Mele pensa seriamente allo scioglimento della band ma alla fine decide di non darsi per vinto e richiama Marco Palazzi e David Folchitto per una reunion nel 2023.
La formazione si completa con Enrico Sandri al basso ed il talentuoso giovane chitarrista romano Francesco Ciancio. La band torna dal vivo dopo 4 anni di assenza dai palchi a giugno 2023.

## Formazione

### Formazione attuale
- Claudio Conti - (2001 - 2007 / 2025 - Presente) - voce
- Alex Mele - (1998 - Presente) - chitarra
- Tommy Nemesio - (1998 - 2022 / 2025 - Presente) - chitarra
- Giorgio Belluscio - (2025 - Presente) - tastiere
- Paolo Lezziroli - (1998 - 2017 / 2025 - Presente) - basso
- David Folchitto - (1998- 2011 / 2023 - Presente) - batteria

### Ex componenti
- Alessandro Penta - voce (1998 - 1999)
- Roberta Della Casa - voce (1999) live session
- Anthony Drago - voce (1999 - 2001)
- Marco Palazzi - (2008-2014 / 2023 - 2024) - voce
- Michele Guaitoli - Voce (2015-2022)
- Fabio Bernardi - tastiere (2000 - 2001)
- Daniele Fuligni - tastiere (2001 - 2013)
- Paolo Campitelli - Tastiere (2013-2022)
- Jörg Michael - batteria (2004)
- Dario Sacco - batteria (1999 - 2001)
- Fabrizio Lucidi - batteria (2000) session
- Daniele Staccini - batteria (1998 - 1999)
- Manuele Di Ascenzo - Batteria (2015-2022)
- Luca Marini - batteria (2012)
- Massimiliano Santori - batteria (2013-2015)
- Enrico Sandri - (2017 - 2024) - basso
- Francesco Ciancio - (2023 - presente) - chitarra

## Discografia
Album in studio
- 2002 - Legend of the Forgotten Reign - Chapter I: The Destruction
- 2003 - Legend of the Forgotten Reign - Chapter II: The King's Rescue
- 2005 - Legend of the Forgotten Reign - Chapter III: The Way of the Light
- 2006 - Legend of the Forgotten Reign - Chapter IV: Twilight of the Gods
- 2008 - Legend of the Forgotten Reign - Chapter V: A New Era Begins
- 2010 - Legend of the Forgotten Reign - Chapter VI: The Last Night on the Battlefield
- 2013 - Altor: The King's Blacksmith
- 2014 - Antillius: The King of the Light
- 2017 - Carnagus: Emperor of the Darkness
- 2022 - Legend Of The Forgotten Reign - Chapter VII: Evil Awakens

Raccolte
- 2012 - Mightiest Hits

Live
- 2009 - Roaming in the Land - Ten Years Later

Demo
- 1999 - Spirit of the Dragon I
- 1999 - Spirit of the Dragon II
- 2000 - God Says Yes I
- 2001 - God Says Yes II